# HaFraBa
HaFraBa, er en forkortelse for Vereins zum Bau einer Straße für den Kraftwagen-Schnellverkehr von Hamburg über Frankfurt a. M. nach Basel. Det var et af de første motorvejsprojekter i Tyskland og en forgænger for 1930'ernes store projekter vedrørende Tysklands motorveje. Foreningen HaFraBa grundlagdes i 6. november 1926 af vejbygningsentreprenører som en forbindelse fra Hamburg via Kassel og Frankfurt am Main til Basel. Den 31. maj 1928 skiftede foreningen navn til Verein zur Vorbereitung der Autostraße Hansestädte–Frankfurt–Basel for også at inddrage Hansestæderne Bremen og Lübeck i planlægningen.
Den nuværende strækning følger Bundesautobahn 7 og Bundesautobahn 5.